# Sielsowiet Radwanicze
Sielsowiet Radwanicze (s. radwanicki, biał. Радваніцкі сельсавет, ros. Радваничский сельсовет) – sielsowiet na Białorusi w obwodzie brzeskim, we wschodniej części rejonu brzeskiego. 
Centrum sielsowietu są Radwanicze Wielkie. Jednostka podziału administracyjnego sąsiaduje na zachodzie z sielsowietem Muchawiec, na wschodzie z sielsowietami rejonu żabineckiego i małoryckiego. 
Oprócz Radwanicz Wielkich w skład sielsowietu wchodzą 3 wsie:  
- Franopol (Франопаль, Франополь)
- Michalin (Міхалін, Михалин)
- Radwanicze Małe (Малыя Радванічы, Малые Радваничи)

Miejscowości sielsowietu w okresie międzywojennym należały do gminy Radwanicze, a po 1928 r. do gminy Kamienica Żyrowiecka  w powiecie brzeskim województwa poleskiego.